# 아시아 텔레비전

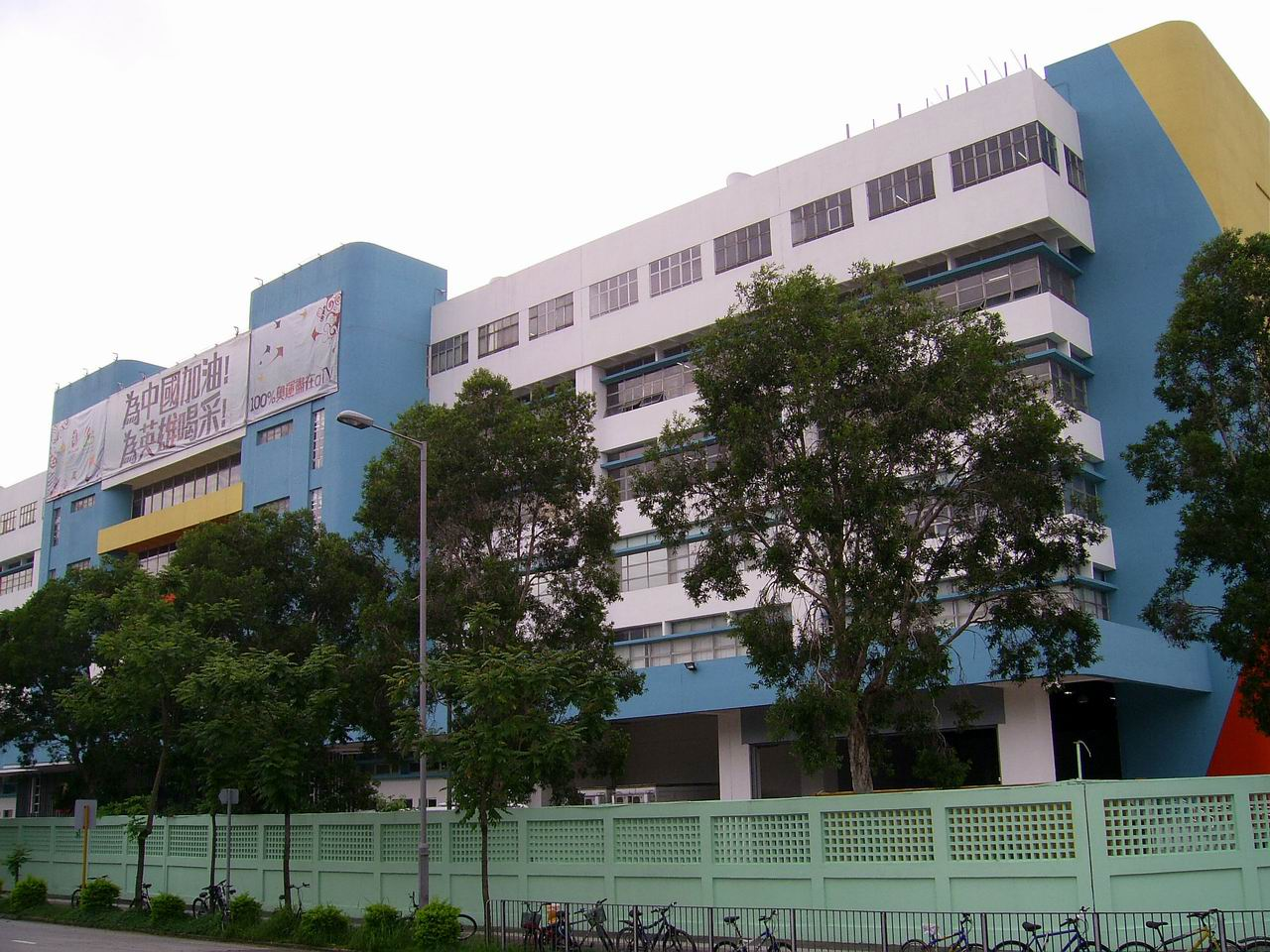

아시아 텔레비전 유한책임회사(중국어: 亞洲電視有限公司, 영어: Asia Television Limited, 약칭: aTV, 亞視)는 홍콩의 TV 방송국이다. 1957년 5월 29일에 RTV(여적전시)(영어: Rediffusion (Hong Kong) Limited,중국어: 麗的電視)라는 명칭(개국당시 여적영성( 중국어: 麗的映聲 ))으로 정식 개국했으며, 1957년 개국당시 영어 방송을 시작으로 1963년에 광동어 전용 채널을 신설하였다.
홍콩 최초이자 중화권 최초의 TV 방송국으로, 또 다른 방송국인 무선전시(無線電視)와 함께 홍콩의 2대 TV 방송국이며 지상파 방송국으로서 2016년 4월 1일까지만 방송 영상을 송출하는 결과를 맞았다.
경영난으로 인하여 2016년 4월 2일 자정을 기하여 폐국하였으며 시험방송을 하고 있던 RTHK 및 새로 방송 면허를 얻은 ViuTV가 개국하여 ATV의 뒤를 잇는 방송국으로 재도약하게 된다.
2018년부터 OTT 채널로 운영되고 있었다가 2022년 경영난으로 OTT 채널도 폐국되어 현재는 아시아 모멘텀 미디어(亞洲心動娛樂) 등의 자회사만이 남게 되었다.

## 역사

### 여적전시에서 아주전시로
1957년 5월 29일 개국 이래 지속적으로 발전해 나갔으며, 개국 당시 RTV의 수신료는 25 홍콩달러였다. 그런데 1967년 11월 19일 RTV와 달리 수신료를 걷지 않는 무선 방식의 TVB가 개국하면서 인기가 집중됐다. 이에 맞서 RTV는 당시 홍콩에서 인기를 끌었던 경마 중계를 중심으로 방송한 결과, 1969년 계약 건수가 10만건을 넘어섰다. 그 후 세월이 흘러 1975년 가예전시 (佳藝電視; CTV)가 개국했으나 3년 만에 경영난으로 폐업했다.
그 후 가예전시의 소속배우였던 미쉐(米雪), 바이뱌오(白彪), 웨이치우화(魏秋樺)등이 RTV로 이전, 이후 1980년대에 이르러서 RTV는 악어루(鰐魚淚), 변색룡(變色龍), 대지은정(大地恩情)등 대작 등을 찍어내며 인기를 더욱 높였다. 하지만 동시에 RTV의 경영상태가 악화되어 1981년 3월에 오스트레일리아의 한 회사에 매각을 하려다가, 위안둥그룹(遠東集團)의 주석 구덕근 (邱德根)이 RTV의 지분인 1억 홍콩 달러 중 50%를 사들였고, 1982년 9월에 아주전시 (ATV)로 명칭을 변경했다.

### 아주전시의 위기와 무선전시
1983년 3월, 드라마 대협곽원갑(大俠霍元甲)이 전국의 방송국에 방송되면서 홍콩 뿐만 아니라 중국 대륙에서도 인기를 얻는 등 별 탈 없이 경영되는 듯 했다. 그러나 1987년 11월 23일 새벽, 광보다오(廣播道)의 ATV 본사에 대형 화재가 발생하여 배경건물(佈景房), 도구건물(道具房), 녹화장(錄影廠), 신문부(新聞部), 공정부(工程部)등이 전소, 새벽 0시 45분부터 무려 10시간동안 방송이 중단되는 사태가 빚어졌다. 이로 인해 ATV는 TVB의 도움으로 간신히 방송을 재개했지만, 1989년 모회사를 변경하기에 이른다.
1990년대부터 TVB의 시청률이 높아지면서 ATV의 경영상태의 악화는 심각일로에 다다른다. 결국 홍콩 내부의 제작 드라마를 감소한데 이어, 2000년대에 들어서는 모든 드라마의 제작을 중단하기에 이르게 된다. 설상가상으로 2008년에 금융위기가 몰아치면서 2009년 2월에 직원 20%인 207명을 해고하는 사태에 이르고야 만다. 2009년 1월 대만 왕왕(旺旺)그룹이 ATV의 지분 47.58%을 확보했다.

### 경영 악화와 지상파 방송 중단

#### 낮아진 시청률과 악화된 경영
2011년 ATV는 TVB 대해 발표 된 프로그램 시청률은 올바른 결과가 없고, 부당한 작업을 수행할 것이라고 기자 회견을 열고 문제 해결을 호소했다. 이는 같은 해 4월 17일에 ATV에서 방송 된 2011년 홍콩 전영 금상 영화상의 프로그램 시청률이 동 시간대 TVB에서 방영된 텔레비전 드라마의 시청률에 비해 낮고, 전년 TVB 이 방송했을 때의 시청률보다 훨씬 낮기 때문에 정확한 시청률 조사를 하고 있는지 의문이 있다고 한 것이다.
2013년 6월 19일에서 홉 정 관광 자동차 회사 - 방송국의 오랜 전송 계약자 - HK 900,000에 달하는 미납 청구서를 통해 ATV를 압박하며 고등 법원에 납부를 요구하는 소송을 제기했다. ATV 집행 이사 인 제임스 아성 역은 재정적인 문제가 발생하였음을 부정하였다.
2013년 10월에는 새롭게 유선 전시 계의 이상한 전기시와 PCCW 계 홍콩 電視 娛樂의 2국에다 무료 방송 면허 발효 방침을 나타내었으며 공식적으로 방송이 시작되면 TVB와 ATV에 큰 영향이 미칠 가능성이 지적되고 있었지만, 1년 이상이 지나도 방송 개시 될 전망은 서 있지 않다.

#### 새로운 투자자 면전 면허 박탈
이후 2015년 1월 26일, ATV에 출자 4개 사가 입찰하고 협상을 벌였으나 모두 좋지 않게 끝났다. 한편, 홍콩 정부에서 방송을 관리하는 기관인 상무 경제 발전국은 3월 말에 이번 방송 면허 갱신 기간을 앞두고 추이를 주의 깊게 지켜보고 있다고 발표했다.
2015년 4월 1일 오후 ATV는 새로운 출자자가 나타났다는 발표를 했지만, 상무 경제 발전국은 이날 18시 30분에 ATV의 새롭게 방송 면허를 갱신하는 걸 허용하지 않겠다 발표했다. 그 결과 2016년 4월 1일자 ATV는 방송 중단에 몰리게 되었다. ATV는 이번 결정에 불복해 재판에 호소하는 것도 배제하지 않을 것이라고 발표했다.
ATV는 새로운 출자자 획득의 길도 끊긴 결과 자금으로 지극히 어려운 상황에서 2016년까지의 방송 계획조차 의심되고 있다. 일부 보도에 따르면 개국 날짜를 앞당겨하는 방안 외에 인터넷 방송국으로 2014년 11월 개국한 「홍콩 전시 망락」에서 방송국이 촬영한 드라마를 ATV보다 방송 시간을 매입해 방송함으로써 간접적으로 즉각적인 자금을 지원하는 전복이 있었다고 한다.

#### 사영빈 재단의 개입과 이사 사임
2015년 6월 12일은, 다목적 차량 직원 풍 최 축제의 58 주년에 예치 총리의 아시아 텔레비전 집행 이사는 다목적 차량 주주와 신규 투자자가 매매 계약을 체결했다고 발표했다. 너희 총리가 새로운 투자자에 대한 투자의 정체성과 양을 공개 쓰기, 그러나 새로운 투자자가 원래의 주주에게 주식의 웡 벤 쿤 약 52 %를 구입하는 것을 인정. ATV에 가까운 소스가 공개되는 것을 특징으로 한 구매자가 산동에서 사영빈 재단의 컨소시엄이 제 시간에 새로운 주주의 힘을 보인다.
2015년 9월에, 다목적 차량의 소유권이 변경될 때, ATV가 주식의 41 % 이상을 성공적으로 거래 된 중국 문화 미디어 인터내셔널 홀딩스 제한 웡 벤 쿤 주요 주주 등이 획득한 52 %의 지분을 의미하는 미래투자 포함금 10,000,000,000위안 개발 다목적 차량에 기본 장비 설정 변경 및 운전 자본의 증가 프로그램 제작, 관련 문서로, 더 이하 51억 위안을 투자하지 않기로해 향후 6년 동안 계획 무료 TV 라이센스, 재 신청 완전히 그들은 라이센스에 대한 통신위원회 공식 응용 프로그램의 준비를 추진한다.
그러나 승인 통신위원회에 따라 딜로이트 사의 ATV 지분 전송이 명확히 완료되지 않은 채 끝난다. 2015년 12월 7일은 아시아 TV 다시 11 월에 지급 된 직원 급여의 절반, 예 총리는 이사의 개인 블로그 집행위원회에 대한 그의 사임을 그냥 발표 , 급여에 모든 직원에게 발행된 법정 기한 전에 실패한다. 12 월 8일, 온가예 (溫家寶) 대표 이사는 임시 사무실에서 신분 전환의 수석 부사장 남아 표명했다.

#### 폐국
계속된 경영난 끝에 결국 2016년 4월 1일, 자정을 기하여 폐국하였고 이로써 ATV는 59년만에 역사의 뒤안길로 사라지게 되었다. 그 후 디지털 방송은 새로 면허를 발급한 ViuTV로, 아날로그 채널은 RTHK으로 넘어갔다.

## 로고
RTV의 로고는 노란색의 타원 바탕색에 RTV라는 글자가 씌여져 있었는데 (RTV의 색도 R은 적색, T는 녹색, V는 청색으로 각각 색이 배정되었다), ATV로 변경되면서 1982~1989년까지 사용된 로고는 붉은색 원 안에 빛모양의 황금색 무늬가 들어 있는데, 그 붉은색 원을 두개의 황금색 원이 감싸는 형태이다.
1989~2007년까지 사용된 로고는 적,청,녹색의 리본 모양이 연결된 모양이며, 2007년부터 2016년 4월 1일까지 사용되었던 로고는 a자를 크게 강조, 그 옆에 TV를 삽입한 모양이다.

## 방송 채널 일람
- 11번 : ATV Home 本港台（aTV Home）- 광둥어 채널
- 12번 : 亞洲台（aTV Asia）- 광둥어 HD 채널
- 13번 : 歲月留聲（aTV Classic）- 옛날 영화/드라마를 주로 편성하는 채널
- 15번 : 中央電視台綜合頻道 - CCTV-1
- 16번 : ATV World 國際台（aTV WORLD）- 영어 채널
- 17번 : 深圳衛視（SZTV）- 2010년 12월 1일에 개국한 선전방송 제휴 채널
- 기타 : aTV Home 미국판, 南方衛視

## 폐국된 채널
- (중국어) 新聞財經頻道
- (중국어) 動感資訊頻道
- (중국어) 魅力資訊頻道
- (중국어) 文化資訊頻道
- (중국어) 高清頻道→후에 亞洲高清台로 변경됨

## 같이 보기
- 亞洲電視節目列表
- 亞洲電視劇集列表
  - 亞洲電視劇集列表 (1980年代)
  - 亞洲電視劇集列表 (1990年代)
  - 亞洲電視劇集列表 (2000年代)
  - 亞洲電視劇集列表 (2010年代)
- 亞洲電視外購節目列表

## 참고 사항
1. ↑  폐국의 가장 큰 원인으로는 황금시간대에 광고 없이 교육 프로그램을 방영해야하는 불합리한 조건이었으며 폐국 이후에는 TVB와 이 방송국이 가예전시의 프로그램을 구매하였고 현재 RTHK가 사용중이다.
2. ↑  “Coach firm chases ATV over unpaid bills”. The Standard. 2013년 6월 20일. 2015년 7월 5일에 원본 문서에서 보존된 문서. 2014년 8월 5일에 확인함.